# Zourma-Kita
Pour les articles homonymes, voir Zourma (homonymie).
Ne doit pas être confondu avec Zourma.
Zourma-Kita (également orthographié Zourmakita) est une commune rurale située dans le département de Gomboussougou de la province du Zoundwéogo dans la région Centre-Sud au Burkina Faso.

## Géographie
Zourma-Kita est localisé à environ 4 km au sud de Gon Boussougou et de la route nationale 29.

## Santé et éducation
Zourma-Kita accueille un centre de santé et de promotion sociale (CSPS) tandis que le centre médical (CMA) le plus proche se trouve à Manga.